# پل ادواردز (بازیکن فوتبال، زاده ۱۹۶۵)
پل ادواردز (انگلیسی: Paul Edwards؛ زادهٔ ۲۲ فوریهٔ ۱۹۶۵) بازیکن فوتبال اهل بریتانیا است.
از باشگاه‌هایی که در آن بازی کرده‌است می‌توان به باشگاه فوتبال لیک تاون، باشگاه فوتبال کرو آلکساندرا، و باشگاه فوتبال شروزبری تاون اشاره کرد.